# Enchantment of the Seas
Le Enchantment of the Seas est un paquebot de la Royal Caribbean, construit aux Chantiers de Turku.
Il est le premier navire de la classe Vision comprenant le Grandeur of the Seas le Legend of the Seas le Rhapsody of the Seas le Splendour of the Seas et le Vision of the Seas.